# Тихомир Поп Асановић
Тихомир "Поп" Асановић (рођен 16. новембра 1948.) је хрватски џез-рок и фјужн клавијатуриста, оргуљаш и композитор.
Асановић је клавијатуриста који је седамдесетих и почетком осамдесетих свирао у разним југословенским музичким поставама и са њима гостовао широм света. На турнеји са Бошком Петровићем у Источном Берлину 1973. године, проглашен је за четвртог најбољег џез оргуљаша у Европи.

## Каријера
Асановић је средњу музичку школу завршио у Скопљу. Са 16 година почиње да наступа са великим плесним оркестром РТВ Скопље. Када је имао 18 година, преселио се у Немачку, где је једну годину наступао са групом Montenegro Five, а затим се придружио бенду The Generals и са њима на турнеји по Швајцарској, где се бенду придружио и Јанез Бончина. Године 1971. враћа се у домовину са групом The Generals, где бенд наступа на Adriatic Show, који је организовао Владимир Михаљек-Миха .
Истовремено је са Бошком Петровићем свирао на разним џез фестивалима. На основу концерата на којима је наступао проглашен је четвртим најбољим џез оргуљашом у Европи од стране часописа Jazz Podium. Крајем 1971. бенд The Generals се распао. Исте године Асановић се придружио бенду Time, који је имао још чланова Даду Топића, Ратка Дивјака, Ведрана Божића, Мариа Маврина и Бранета Ламберта Живковића . Бенд је одмах почео са радом и 1972. године изашао је њихов први албум Time. По објављивању овог албума Јанез Бончина је позвао Асановића у новоосновани бенд Септембер, чији су остали чланови Петар Угрин, Чарли Новак, Брацо Доблекар и Ратко Дивјак; који је такође напустио бенд Тиме. У међувремену је настала Југословенска поп Селекција, чији су сви чланови били велики инструменталисти са простора бивше СФР Југославије. Са Југословенском поп Селекцијом Асановић је извео песму Берлин на Светском фестивалу омладине и студената у Источном Берлину 1973. године, за коју је добио награду. Песма је објављена на компилацијском албуму фестивала. Године 1975. на иницијативу Ђорђа Новковића излази једини албум Југословенске поп Селекције под називом Слатка Лола.
Асановић је 1973. године наступао на концертима са ЈУ групом и Смаком. Године 1974. снимио је соло албум Мајко Земљо, на којем су певали Јосипа Лисац, Нада Жгур, Доца Маролт, Дадо Топић и Јанез Бончина. На инструментима су свирали Драги Јелић (гитара), Марио Маврин (бас), Ратко Дивјак (бубњеви), Петар Угрин (труба), Брацо Доблекар (конге), Станко Арнолд (труба) и други водећи загребачки музичари. Уз Асановића, аутори песама били су Јанез Бончина, Дадо Топић и Миљенко Прохаска. Продато је око 200.000 - 250.000 примерака овог албума. Године 1976. Асановић је снимио свој други соло албум под називом Поп  за који је написао песме са Дадом Топићем. На овом албуму певали су Зденка Ковачичек и Јанез Бончина.
Са групом Септембер, Асановић је снимио два албума и три сингла. Са бендом је био на турнејама по Совјетском Савезу, Сједињеним Државама, Куби и Источној Немачкој. Бенд је снимио други албум Домовина моја на турнеји по Сједињеним Државама, која је трајала 7 месеци. Бенд се распао 1979.
После дуже паузе вратио се музичком послу 2018. године са албумом „Повратак првој љубави“. На албуму се такође појављује израелски џез уметник Амир Гвирцман на песмама Express Novi Sad и Лудо момче Македонче. 
Асановић је у јавности створио имиџ инструменталисте који је редовно свирао са џез музичарима или гостовао по Совјетском Савезу као члан разних бендова, међу којима је био и бенд Про арте. Након тога се удаљио од музичке сцене и фокусирао се на посао отварањем продавнице музичких инструмената.

## Дискографија

### Соло
- Мајко Земљо (1974)
- поп (1976)

### Са бендом Септембер
- Лудуј с нама (1976)
- Задња авантура (1976)
- BOOM '76 (компилација, 1976)
- Прле упецо рибу (1977)
- Рандеву с музиком (компилација, 1977)
- Домовина моја (1979)

### Са бендом Југословенска Поп Селекција
- Слатка Лола (1975)